# Studienhospital
Ein Studienhospital ist eine Ausbildungseinrichtung für Medizinstudenten. Die Zimmer, in denen hierbei geübt wird, sind gewöhnlichen Patienten- und Untersuchungszimmern nachempfunden, um ein möglichst authentisches Training mit echtem Klinikflair zu ermöglichen. Dabei besteht ein entscheidender Unterschied darin, dass eine Wand im Krankenzimmer aus einer durchsichtigen Spiegelscheibe besteht und Videokameras die Szene filmen. Im Nebenraum können so betreuende Tutoren und Mitstudenten die nachgestellte Situation beobachten, ohne den Ablauf zu stören. Die angehenden Ärzte können dadurch in einer realitätsnahen eins-zu-eins Situation an Laienschauspielern oder Schauspielern Patientenaufnahme und -betreuung mit Anamnese, Gesprächsführung und verschiedenen Untersuchungstechniken trainieren. Die „Standardisierten Patienten“ haben ihre vorgegebenen Rollen geübt, sie können komplizierte und scheinbar simple Situationen überzeugend simulieren.
In der Regel schließt sich eine Nachbesprechung an, in der „Arzt“, Kommilitonen und Tutor diskutieren, in die sich als zentraler Bestandteil aber auch der „Patient“ einbringt. Sein Part umfasst die nicht-medizinischen Aspekte wie Kommunikation, Gesprächsverlauf und Verhalten der Nachwuchsärzte. Das Konzept dahinter ist ein Lernprozess, der vorrangig auf Selbsterkenntnis beruht und „auf Augenhöhe“ stattfindet, hauptsächlich durch Anregungen der Kommilitonen und des Tutors, oftmals einem Student höheren Semesters. Es soll erreicht werden, dass Medizinstudierende bereits erste Erfahrung in der Arzt-Patienten-Kommunikation haben und Basisuntersuchungsmethoden beherrschen, bevor sie im Laufe des Studiums in der Klinik auf „echte“ Patienten treffen. Derartige Studienhospitäler wurden unter anderem an den Medizinischen Fakultäten in Heidelberg, Mannheim, Marburg, Münster, Leipzig und Tübingen eingerichtet.
Ein alternatives Konzept hierzu sind Skills Labs.